# 林騷
林騷（1875年—1953年），字叔潛，號醒我，晚號半村老人，福建省晉江縣執節鋪（今属泉州市鲤城区开元街道）人，由附生中式光緒三十年甲辰恩科會試第154名貢士，未殿試。

## 生平[2][3]
甲辰科會試因北京貢院受八國聯軍的破壞還沒有修理好，會試地點借河南開封貢院舉行。福建舉人吳增、林騷、林翀鶴、陳砥修四人同行，由海路走上海，改江船上武昌，再搭新建成的京漢鐵路至開封。一路上行旅插上一面「公車赴試」的旗子，車船可以優待免費。他們在開封落足一所下等的客棧，半夜被小偷從土牆上挖洞進屋，衣物被盜一空。於是到祥符知縣衙門去擊鼓報案，知縣立即坐堂。查明是赴試的福建舉人被盜，怕聲揚出去，說明會試期間知府防衛保安不力，可能丟紗帽。就一面答應派役查究，一面當場先予賠償後待追贓。他們得到的賠款比失去的東西還多，就結案不再交涉。考後大家都感到成績不佳，無錄取希望，多逗留又要多費用，就即日束裝返泉。抵家後才知吳增、林騷、林翀鶴三人均中，已不及殿試了。他中式時年30歲，本來可以等候下一科再考，不料科舉一廢，從此末科未殿試的貢士永遠失去補試的機會。
其與兄林翀鶴同科中式，其家豎有：「同懷同榜登第」一匾。其父林霽，是一位著名的衙門師爺，寫得一手好顏體字，現存洛陽橋蔡襄祠的四塊石刻詩碑，就是他的作品。
林騷曾於光緒戊戌進泉州府學第一名秀才(稱為「案首」)。詩文極佳，書法很差。他未殿試之因，亦是準備練字三年，殿試的名次書法好壞關係很大。以後專賣文為生，不問外事。民國間曾擔任一次泉州的公路局長，書生不懂辦事，成績欠佳，自行辭掉。他歷主泉州詩壇「溫陵弢社」多年，為閩南詩壇祭酒之一，所著《半村詩集》，1986年曾重印。1949年後歷任人民代表，泉州市人民委員會委員。1953年去世，終年79歲。
1951年土改，他住在梅石街，屬土改街。他沒有田地，也不經商，又沒擔任教員或有經常的工資收入，而生活尚稱不錯。當時基層土改隊工作人員對此十分不解，特向他查問經濟情況，以便確定他的成份。他坦白對土改隊說：「我替人家寫祭文、墓誌、壽序等，人家送我的筆資。有時人家請我去點主、主祭、祀后土，也有大筆紅包。我就靠這些收入維持生活。」工作人員社會歷史知識貧乏，把他的寫祭文、點主等收入與和尚、道士、神棍的收入等同起來，要把他定為「迷信職業者」的壞成份。他大急，找上級領導反映，才定為知識分子的「自由職業者」。